# Ornithoteuthis antillarum
Ornithoteuthis antillarum är en bläckfiskart som beskrevs av Adam 1957. Ornithoteuthis antillarum ingår i släktet Ornithoteuthis och familjen Ommastrephidae. Inga underarter finns listade i Catalogue of Life.